# Roque de los Muchachos
Roque de los Muchachos ('Skala dečkov') je skalnata gomila na najvišji točki otoka La Palma na Kanarskih otokih v Španiji. Skale najdemo na nadmorski višini 2426 metrov, nedaleč od observatorija del Roque de los Muchachos, kjer so nekateri največji teleskopi na svetu; nadmorska višina in suhost tukajšnjega podnebja zagotavljata odlične pogoje za opazovanje. Kamnine so v narodnem parku Caldera de Taburiente (Parque Nacional de la Caldera de Taburiente).
Z Roque se vidijo otoki Tenerife, El Hierro in La Gomera.

## Etimologija
Ime Roque de los Muchachos izhaja iz njegove oblike, saj gre za vrsto majhnih skal, visokih približno 3 metre, ki spominjajo na skupino dečkov. Roque de los Muchachos je eden najpomembnejših naravnih spomenikov na otoku La Palma.

## Značilnosti
Roque de los Muchachos zapira Caldero de Taburiente na svojem severnem območju. Nastala je zaradi močnega pritiska, ki ga je globoka magma izvajala na nekatere tokove, jih dvignila in zlomila. Kasneje je preostanek masiva izginil v depresiji, ki je zdaj kaldera, zaradi velikih zemeljskih plazov zaradi gravitacijskega učinka, dopolnjenega z erozivnim učinkom vode. Meji na občino El Paso, z nekaj oporniki znotraj Caldera de Taburiente, ki geološko podpira svoje vrhove.
V Roque de los Muchachos, zaradi posebnih podnebnih razmer, oblitih s svežim, laminarnim zrakom Atlantika, brez turbulence, in tudi na visoki nadmorski višini, ki zagotavlja stabilno in nedotaknjeno svetlobo, je Roque de los Astrophysical Observatory.
Z vrha lahko vidite otoke Tenerife, La Gomera in El Hierro, če je dobra vidljivost.

## Dostop
Do Roque de los Muchachos lahko pridee z vozilom po cesti LP-4 bodisi z vzhodne strani otoka La Palma (dostop iz Mirce) bodisi z zahodne strani (Barrio de Hoya Grande, Garafía).
Podobno različne poti dosežejo Roque de los Muchachos, ki so del otoške mreže poti, med njimi sta mitski Fuente Nueva in Olén, ki sta služila kot naravna napajališča za živino, ko se je poleti dvignila iz nižjega območja, da bi izkoristila prednosti pašnikov na tem območju, ki so v tem letnem času bolj sveži.